# Отис (рестлер)
Никола Богоевич (серб. Никола Богојевић; англ. Nikola Bogojevic; род. 21 декабря 1991, Сьюпириор, Висконсин) — американский рестлер, в настоящее время выступающий в WWE под именем О́тис.
Богоевич и Такер Найт объединились на NXT в команду под названием «Тяжёлая машинерия». В конце 2018 года команда была переведена на SmackDown. В настоящее время выступает на Raw в команде «Альфа-академия» с Чедом Гейблом, в январе 2022 года их команда выиграла титулы командных чемпионов WWE Raw.
До своей карьеры рестлера Богоевич был успешным борцом, выигравшим юношеские соревнования по греко-римской борьбе 2009 года в своей весовой категории, выиграв национальный титул на юниорских Панамериканских играх 2011 года и бронзовую медаль в греко-римской борьбе на Панамериканских играх, а также был перспективным кандидатом в сборную летних Олимпийских игр 2012 года, но не был выбран. В 2017 Богоевич был признан новичком года читателями журнала Pro Wrestling Illustrated.

## Ранняя жизнь
Богоевич родился 21 декабря 1991 года в Дулуте, штат Миннесота, в семье сербского происхождения. Учился в Превосходной Средней Школе Висконсина, где он был успешным борцом-любителем, являясь непобеждённым чемпионом штата WIAA 2010 года в категории до 129 кг. Был чемпионом на юношеских соревнованиях по греко-римской борьбе 2009 года. В 2009 году он занял третье место на юниорском чемпионате по фристайлу . Первоначально преданный университету Висконсина, выступал на университетском уровне за колледж Аугсбурга и Университет штата Колорадо-Пуэбло. Завоевав национальный титул по греко-римской борьбе на юниорских Панамериканских играх в 2011 году и греко-римскую бронзу на Панамериканских играх 2014 года. В какой-то момент рассматривался как перспективный кандидат в сборную США по греко-римской борьбе на летних Олимпийских играх 2012 года и некоторое время тренировался в Олимпийском тренировочном центре в Колорадо.

## Карьера в рестлинге

### Ранняя карьера (2015—2016)
В Академии Mercury Pro Wrestling Academy в Арваде, штат Колорадо Богоевич тренировался, чтобы стать профессиональным рестлером. Выступал под рингнеймом Dozer (Бульдозер) для нескольких региональных промоушенов в Колорадо и Юте, включая Ultra Championship Wrestling-Zero и New Revolution Wrestling, выиграв Чемпионство NRW Charged.

### WWE

#### Тяжелая машинерия (2016—2019)

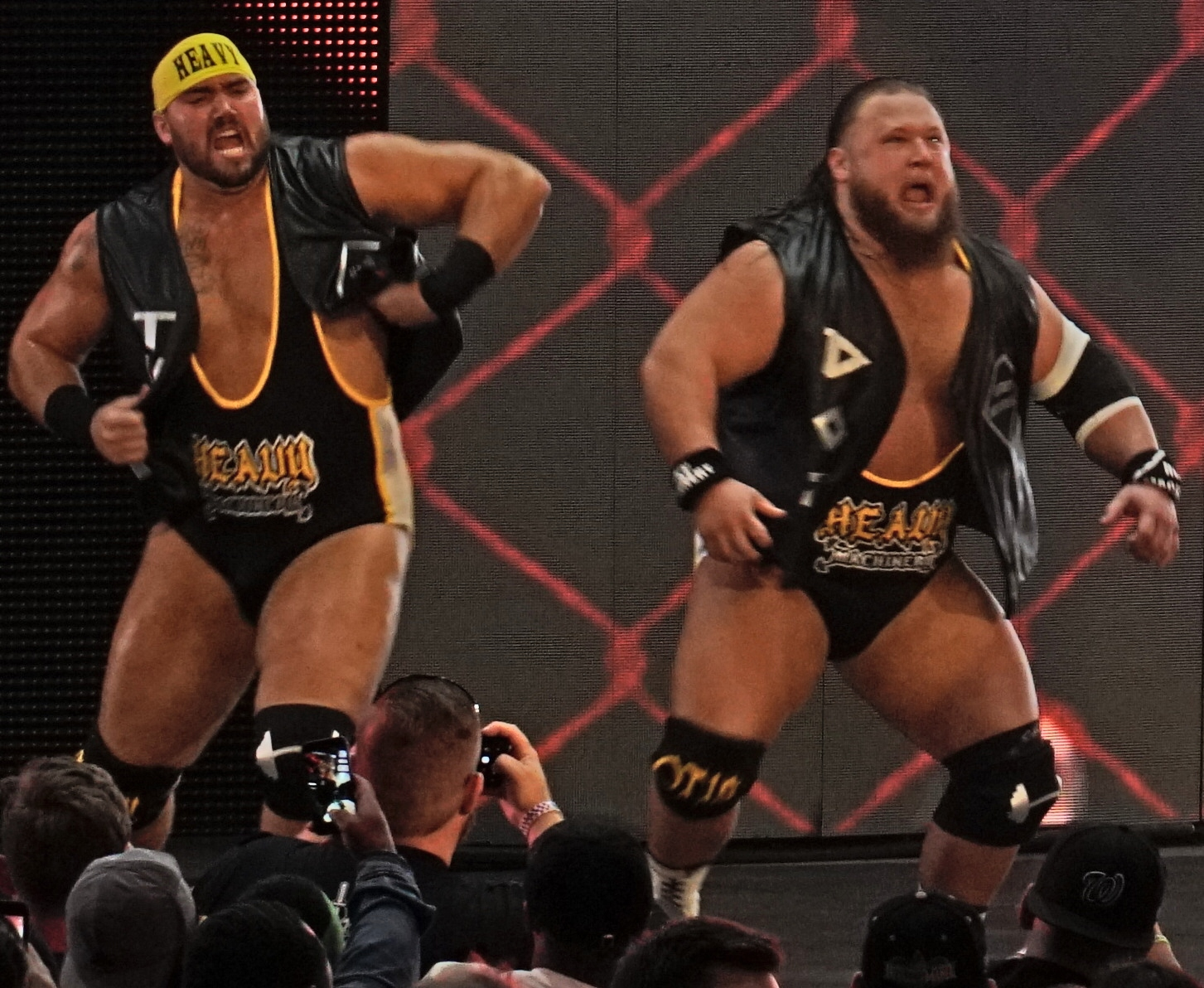
Отис (справа) и Такер (слева) на NXT TakeOver New Orleans 2018

Богоевич был найден скаутом WWE Джерри Бриско, который обычно ищет награждённых борцов-любителей. 12 апреля 2016 года Богоевич подписал контракт с WWE и был отведён в Подготовительный Центр WWE. Дебютировал на хаус-шоу NXT 8 июля 2016 года, объединившись с Адрианом Жаудом против Авторов Боли (Эйкам и Резар), но проиграли. За это время он с Такером Найтом сформировали команду, назвав себя «Тяжёлой Мишинерией». В октябре, сменил рингнейм на Отиса Дозовича, дуэт принял участие в классическом командном турнире Dusty Rhodes Tag Team, и дебютировав на телевидении на эпизоде NXT от 19 октября, проиграв команде Остина Ариеса и Родерика Стронга. На эпизоде NXT 29 марта 2017 года, дуэт вернулся и одержал свою первую телевизионную победу, победив команду Майка Маршалла и Джонатана Ортагуна. 12 июля на эпизоде NXT Тяжёлая Машинерия бросила вызов Авторам Боли за Командные Чемпионства NXT, но проиграли.

#### Мистер Money in the Bank (2019—2020)
17 декабря 2018 года было объявлено, что Тяжёлая Машинерия дебютировала в основном росторе. Дебютировали они на эпизоде Raw от 14 января 2019 года, прервав интервью между Алексой Блисс и Полом Хейманом. В феврале их рингнеймы были сокращены до Отис и Такер. В апреле дуэт дебютировал на ППВ WrestleMania 35, где они оба участвовали в Королевской Битве памяти Андре Гиганта, но ни один из них не выиграл этот матч.
В рамках Встряски Суперзвёзд Тяжёлая Машинерия была переведена на бренд SmackDown. 23 июня на Stomping Grounds Тяжёлая Машинерия столкнулась с Дэниелом Брайаном и Роуэном за Командные Чемпионства WWE SmackDown, но не смогла выиграть титулы. На следующем месяце на ППВ Extreme RulesТяжелая Машинерия снова участвовали за Командные Чемпионства WWE SmackDown, на этот раз в командном матче тройной угрозы с участием Брайана и Роуэна, а также The New Day (Биг И и Ксавье Вудс), который выиграл Новый День. 31 октября на Crown Jewel Тяжёлая Машинерия участвовала в турмоил-матче, но были устранены к Новым Днём. На Survivor Series (2019) Тяжёлая Машинерия участвовала в межбрендовой командном батлл-роялле, которую выиграли Дольф Зигглер и Роберт Руд.
К концу 2019 года Отис вступил в романтическую сюжетную линию с Мэнди Роуз. В эпизоде SmackDown 14 февраля 2020 года у Отиса было свидание с Роуз, но во время этого свидания вместо Отиса появился Дольф Зигглер, а затем сюжетная линия превратилась в любовный треугольник, связанный со враждой между Отисом и Зигглером из-за Роуз. На эпизоде SmackDown от 3 апреля выяснилось, что Соня Девилль работала с Зигглером, чтобы удержать Отиса подальше от Роуз. На WrestleMania 36 Отис победил Зигглера с помощью Роуз, которая поцеловала его после матча. На эпизоде SmackDown от 1 мая, Отис победил Зигглера, квалифицировавшийся в лестничный Money in the Bank. 10 мая на ППВ Money in the Bank Отис выиграл чемоданчик после того, как Эй Джей Стайлз и Король Корбин подрались из-за чемодана и нечаянно уронили его Отису. На эпизоде Smackdown от 11 сентября Отис и Такер начали вражду с Миз и Джоном Моррисоном после того, как они украли чемодан Money in the Bank Отиса. Однако в чемодане не оказалось договора, поскольку тот находился в коробке Отиса для завтрака. На эпизоде SmackDown от 18 сентября Миз и Моррисон подали в суд на Отиса, и ему сказали отказаться от контракта, но Отис отказался и вместо этого решил обратиться в суд.
В рамках Драфта 2020 года в октябре Отис остался на SmackDown, в то время как Такер был задрафтован в бренд Raw, тем самым расформировав команду, однако на Raw 19 октября Отис был помечен Такером, но замаскировался под маской и использовал рингнейм El Gran Gordo . На Hell in a Cell, Отис проигал свои чемодан Money in the Bank Мизу, после того, как Такер предал его, ударив его чемоданом.

## Стиль рестлинга
Во время его сюжетной линии с Мэнди Роуз в 2020 году Отис был показан как застенчивый человек с проблемами, когда он разговаривает с женщинами, что, по признанию самого Богоевича, основано на его реальной личности.
Отис использует гусеницу в качестве своего финишера, который очень похож на финишер Скотти 2 Хотти, Червь.

## Другие медиа
Отис дебютировал в видеоигре в качестве игрового персонажа в WWE 2K19 и с тех пор появился в WWE 2K20.

## Титулы и достижения
- New Revolution Wrestling
  - Чемпион NRW Charged (1 раз)[9]
- Pro Wrestling Illustrated
  - PWI ставит его под № 255 из топ 500 одиночных рестлеров в 2018 году[39]
  - Открытие года (2017)[40]
- WWE
  - Командный чемпион WWE Raw (1 раз) — с Чедом Гейблом[41]
  - Победитель мужского Money in the Bank (2020)